# Élection du Conseil de sécurité des Nations unies de 1993
L'élection du Conseil de sécurité des Nations unies de 1993 a eu lieu le 29 octobre 1993 lors de la quarante-huitième session de l'Assemblée générale des Nations unies, tenue au siège des Nations unies à New York. L'Assemblée générale a élu l'Argentine, la République tchèque, le Nigeria, Oman et le Rwanda comme cinq nouveaux membres non permanents du Conseil de sécurité de l'ONU pour un mandat de deux ans commençant le 1er janvier 1994. Oman et le Rwanda ont été élus pour la première fois, tandis que la République tchèque a été élue pour la première fois en tant que pays distinct après la dissolution de la Tchécoslovaquie.

## Mode de scrutin
Le Conseil de sécurité compte 15 sièges, occupés par cinq membres permanents et dix membres non permanents. Chaque année, la moitié des membres non permanents sont élus pour un mandat de deux ans,. Un membre en exercice ne peut pas immédiatement se présenter à sa réélection. 
Conformément aux règles selon lesquelles les dix sièges non permanents du Conseil de sécurité de l'ONU tournent entre les différents blocs régionaux dans lesquels les États membres de l'ONU se divisent traditionnellement à des fins de vote et de représentation, les cinq sièges disponibles sont répartis comme suit :
- Deux pour les pays africains (détenus par le Cap-Vert et le Maroc )
- Un pour les pays du Groupe asiatique (aujourd'hui Groupe Asie - Pacifique[5]), pour le « siège tournant arabe » (détenu par le Japon )
- Un pour l'Amérique latine et les Caraïbes (détenu par le Venezuela)
- Un pour le Groupe Europe de l'Est (détenu par la Hongrie)

Pour être élu, un candidat doit recueillir la majorité des deux tiers des États présents et votants. Si le vote n'est pas concluant après le premier tour, trois tours de vote restreint auront lieu, suivis de trois tours de vote libre, et ainsi de suite, jusqu'à l'obtention d'un résultat. En cas de vote restreint, seuls les candidats officiels peuvent être élus, tandis qu'en cas de vote libre, tout membre du groupe régional donné, à l'exception des membres actuels du Conseil, peut être élu.

## Candidats officiellement soutenues
Avant l'élection, les présidents des groupes régionaux respectifs ont indiqué à l'Assemblée générale les nations qu'ils soutenaient comme candidates à l'élection au Conseil de sécurité. M. Mumbengegwi du Zimbabwe a donné le soutien du Groupe africain au Rwanda de la région de l'Afrique centrale, mais n'a donné son soutien ni à la Guinée-Bissau ni au Nigeria, qui ont tous deux été déclarés candidats, et tous deux de la région de l'Afrique de l'Ouest. M. Wisnumurti, d'Indonésie, a donné le soutien du Groupe asiatique à Oman. M. Vorontsov, alors Représentant permanent de la Russie auprès des Nations Unies, a annoncé les candidatures de la Biélorussie et de la République tchèque au Groupe de l'Europe de l'Est. M. Remìrez de Estenoz, de Cuba, a donné à l'Argentine le soutien du Groupe latino-américain et caribéen.
À la suite des candidatures, et avant le vote proprement dit, à l'initiative de M. Insanally de Guyane, alors Président de l'Assemblée générale, un hommage au Président du Burundi fraîchement assassiné, Melchior Ndadaye, a été organisé. Cet assassinat allait conduire à la guerre civile burundaise.

## Résultat
Pour les élections, 176 bulletins de vote ont été distribués au cours des trois premiers tours, contre 162 au quatrième tour. Il y a eu une pause entre les troisième et quatrième tours. Avant le quatrième tour, M. Touré de Guinée-Bissau a pris la parole. Il a affirmé que seuls le Rwanda et la Guinée-Bissau étaient des candidats valables pour le Groupe de l'Afrique. Il a ensuite retiré la candidature de son pays « dans un esprit de préservation de la réputation et des intérêts supérieurs de l'Afrique », Ibrahim Gambari du Nigéria a ensuite affirmé que la Guinée-Bissau et le Nigéria étaient reconnus comme candidats par le Conseil des ministres de l'Organisation de l'unité africaine. Après avoir entendu les deux orateurs, l'Assemblée générale a poursuivi le vote.

### Groupe Afrique
| Résultats des élections dans les États d'Afrique et d'Asie | Résultats des élections dans les États d'Afrique et d'Asie | Résultats des élections dans les États d'Afrique et d'Asie | Résultats des élections dans les États d'Afrique et d'Asie | Résultats des élections dans les États d'Afrique et d'Asie |
| ---------------------------------------------------------- | ---------------------------------------------------------- | ---------------------------------------------------------- | ---------------------------------------------------------- | ---------------------------------------------------------- |
| Membre                                                     | 1er Tour                                                   | 2e Tour                                                    | 3e Tour                                                    | 4e Tour                                                    |
| Oman                                                       | 174                                                        | —                                                          | —                                                          | —                                                          |
| Rwanda                                                     | 153                                                        | —                                                          | —                                                          | —                                                          |
| Nigeria                                                    | 99                                                         | 105                                                        | 116                                                        | 119                                                        |
| Guinée-Bissau                                              | 82                                                         | 68                                                         | 59                                                         | 33                                                         |
| Burundi                                                    | 2                                                          | —                                                          | —                                                          | —                                                          |
| abstentions                                                | 0                                                          | 1                                                          | 1                                                          | 8                                                          |
| bulletins invalides                                        | 0                                                          | 2                                                          | 0                                                          | 0                                                          |
| majorité requise                                           | 118                                                        | 116                                                        | 117                                                        | 102                                                        |

### Groupe Amérique latine et Caraïbes
| Résultats des élections du Groupe Amérique latine et Caraïbes | Résultats des élections du Groupe Amérique latine et Caraïbes |
| ------------------------------------------------------------- | ------------------------------------------------------------- |
| Membre                                                        | 1er Tour                                                      |
| Argentine                                                     | 169                                                           |
| Honduras                                                      | 1                                                             |
| bulletins invalides                                           | 1                                                             |
| abstentions                                                   | 5                                                             |
| majorité requise                                              | 114                                                           |

### Groupe Europe de l'Est
| Membre              | 1er Tour | 2d Tour |
| République tchèque  | 113      | 127     |
| Biélorussie         | 62       | 47      |
| bulletins invalides | 0        | 1       |
| abstentions         | 1        | 1       |
| majorité requise    | 117      | 116     |

## Voir également
- Liste des membres du Conseil de sécurité des Nations unies